# Station Witzenhausen Nord
Station Witzenhausen Nord (Bahnhof Witzenhausen Nord, ook wel Bahnhof Witzenhausen) is een spoorwegstation in de Duitse plaats Witzenhausen, in de deelstaat Hessen. Het station ligt aan de spoorlijn Halle - Hann. Münden. Tot 1973 was er ook een station Witzenhausen Süd, deze lag aan de Gelstertalbahn tussen Velmeden en Eichenberg. Station Witzenhausen Nord ligt aan de noordoever van de rivier de Werra. 

## Indeling
Het station heeft twee zijperrons, die niet zijn niet overkapt maar voorzien van abri's. De perrons zijn onderling verbonden via een voetgangerstunnel die ook is voorzien van liften. Aan de zuidzijde van het station, aan de straat Am Nordbahnhof, bevinden zich een parkeerterrein, een fietsenstalling en een bushalte. Ook aan deze zijde staat het stationsgebouw van Witzenhausen Nord, maar deze wordt als dusdanig niet meer gebruikt.

## Verbindingen
De volgende treinseries doen het station Witzenhausen Nord aan:
| Serie | Treinsoort                                        | Route | Bijzonderheden       |
| ----- | ------------------------------------------------- | --- | -------------------- |
| RE 2  | Regional-Express (DB Regio Südost)                | Kassel-Wilhelmshöhe – Hann. Münden – Witzenhausen Nord – Eichenberg – Heilbad Heiligenstadt – Leinefelde – Bad Langensalza – Erfurt Hbf                                                                       | Eenmaal per twee uur |
| RE 9  | Regional-Express (Abellio Rail Mitteldeutschland) | Kassel-Wilhelmshöhe – Hann. Münden – Witzenhausen Nord – Eichenberg – Heilbad Heiligenstadt – Leinefelde – Wolkramshausen – Nordhausen – Sangerhausen – Lutherstadt Eisleben – Halle (Saale) Hbf – Bitterfeld | Eenmaal per twee uur |
| R 8   | Regionalbahn (cantus)                             | Göttingen – Eichenberg – Witzenhausen Nord – Hann. Münden – Kassel Hbf |                      |